# Dieter Riedel
Dieter Riedel (Gröditz, 16 settembre 1947) è un allenatore di calcio ed ex calciatore tedesco orientale, di ruolo attaccante, dal 1990 tedesco. Con la nazionale olimpica tedesco orientale ha vinto la medaglia d'oro ai Giochi olimpici di Montréal del 1976.

## Palmarès

### Club
- DDR-Oberliga: 5

1971, 1973, 1976, 1977, 1978
- FDGB Pokal: 2

1971, 1977

### Nazionale
- Oro olimpico: 1

Montréal 1976

## Statistiche

### Presenze e reti nei club
| Stagione        | Squadra         | Campionato      | Campionato | Campionato | Coppe nazionali | Coppe nazionali | Coppe nazionali | Coppe continentali | Coppe continentali | Coppe continentali | Altre coppe | Altre coppe | Altre coppe | Totale | Totale |
| Stagione        | Squadra         | Comp            | Pres       | Reti       | Comp            | Pres            | Reti            | Comp               | Pres               | Reti               | Comp        | Pres        | Reti        | Pres   | Reti   |
| --------------- | --------------- | --------------- | ---------- | ---------- | --------------- | --------------- | --------------- | ------------------ | ------------------ | ------------------ | ----------- | ----------- | ----------- | ------ | ------ |
| 1967-1968       | Dinamo Dresda   | O               | 13         | 0          | P               | ?               | ?               | CdF                | 1                  | 1                  | -           | -           | -           | 14+    | 1+     |
| 1968-1969       | Dinamo Dresda   | L               | 13         | 0          | P               | ?               | ?               | -                  | -                  | -                  | -           | -           | -           | 13+    | 0+     |
| 1969-1970       | Dinamo Dresda   | O               | 15         | 3          | P               | ?               | ?               | -                  | -                  | -                  | -           | -           | -           | 15+    | 3+     |
| 1970-1971       | Dinamo Dresda   | O               | 19         | 6          | P               | ?               | ?               | CdF                | 3                  | 0                  | -           | -           | -           | 22+    | 6+     |
| 1971-1972       | Dinamo Dresda   | O               | 10         | 2          | P               | ?               | ?               | CC                 | 2                  | 0                  | -           | -           | -           | 12+    | 2+     |
| 1972-1973       | Dinamo Dresda   | O               | 22         | 4          | P               | ?               | ?               | CU                 | 6                  | 0                  | -           | -           | -           | 28+    | 4+     |
| 1973-1974       | Dinamo Dresda   | O               | 19         | 3          | P               | ?               | ?               | CC                 | 2                  | 0                  | -           | -           | -           | 21+    | 3+     |
| 1974-1975       | Dinamo Dresda   | O               | 19         | 5          | P               | ?               | ?               | CU                 | 6                  | 0                  | -           | -           | -           | 25+    | 5+     |
| 1975-1976       | Dinamo Dresda   | O               | 26         | 7          | P               | ?               | ?               | CU                 | 8                  | 3                  | -           | -           | -           | 34+    | 10+    |
| 1976-1977       | Dinamo Dresda   | O               | 18         | 3          | P               | ?               | ?               | CC                 | 6                  | 2                  | -           | -           | -           | 24+    | 5+     |
| 1977-1978       | Dinamo Dresda   | O               | 18         | 6          | P               | ?               | ?               | CC                 | 3                  | 0                  | -           | -           | -           | 21+    | 6+     |
| 1978-1979       | Dinamo Dresda   | O               | 22         | 9          | P               | ?               | ?               | CC                 | 6                  | 3                  | -           | -           | -           | 28+    | 12+    |
| 1979-1980       | Dinamo Dresda   | O               | 9          | 1          | P               | ?               | ?               | CU                 | 3                  | 1                  | -           | -           | -           | 12+    | 2+     |
| 1980-1981       | Dinamo Dresda   | O               | 1          | 0          | P               | ?               | ?               | CU                 | 0                  | 0                  | -           | -           | -           | 1+     | 0+     |
| Totale carriera | Totale carriera | Totale carriera | 224        | 49         |                 | ?               | ?               |                    | 46                 | 10                 | -           | -           | -           | 270+   | 59+    |

### Cronologia presenze e reti in Nazionale
| Cronologia completa delle presenze e delle reti in nazionale ― Germania Est | Cronologia completa delle presenze e delle reti in nazionale ― Germania Est | Cronologia completa delle presenze e delle reti in nazionale ― Germania Est | Cronologia completa delle presenze e delle reti in nazionale ― Germania Est | Cronologia completa delle presenze e delle reti in nazionale ― Germania Est | Cronologia completa delle presenze e delle reti in nazionale ― Germania Est | Cronologia completa delle presenze e delle reti in nazionale ― Germania Est | Cronologia completa delle presenze e delle reti in nazionale ― Germania Est |
| Data                                                                        | Città                                                                       | In casa                                                                     | Risultato                                                                   | Ospiti                                                                      | Competizione                                                                | Reti                                                                        | Note                                                                        |
| --------------------------------------------------------------------------- | --------------------------------------------------------------------------- | --------------------------------------------------------------------------- | --------------------------------------------------------------------------- | --------------------------------------------------------------------------- | --------------------------------------------------------------------------- | --------------------------------------------------------------------------- | --------------------------------------------------------------------------- |
| 27-3-1974                                                                   | Dresda                                                                      | Germania Est                                                                | 1 – 0                                                                       | Cecoslovacchia                                                              | Amichevole                                                                  | -                                                                           | 68’                                                                         |
| 27-10-1976                                                                  | Sliven                                                                      | Bulgaria                                                                    | 0 – 4                                                                       | Germania Est                                                                | Amichevole                                                                  | -                                                                           | 71’                                                                         |
| 17-11-1976                                                                  | Dresda                                                                      | Germania Est                                                                | 1 – 1                                                                       | Turchia                                                                     | Qual. Mondiali 1978                                                         | -                                                                           | 71’                                                                         |
| 19-4-1978                                                                   | Magdeburgo                                                                  | Germania Est                                                                | 0 – 0                                                                       | Belgio                                                                      | Amichevole                                                                  | -                                                                           | 69’                                                                         |
| Totale                                                                      |                                                                             | Presenze                                                                    | 4                                                                           |                                                                             | Reti                                                                        | 0                                                                           |                                                                             |

| Cronologia completa delle presenze e delle reti in nazionale ― Germania Est olimpica | Cronologia completa delle presenze e delle reti in nazionale ― Germania Est olimpica | Cronologia completa delle presenze e delle reti in nazionale ― Germania Est olimpica | Cronologia completa delle presenze e delle reti in nazionale ― Germania Est olimpica | Cronologia completa delle presenze e delle reti in nazionale ― Germania Est olimpica | Cronologia completa delle presenze e delle reti in nazionale ― Germania Est olimpica | Cronologia completa delle presenze e delle reti in nazionale ― Germania Est olimpica | Cronologia completa delle presenze e delle reti in nazionale ― Germania Est olimpica |
| Data                                                                                 | Città                                                                                | In casa                                                                              | Risultato                                                                            | Ospiti                                                                               | Competizione                                                                         | Reti                                                                                 | Note                                                                                 |
| ------------------------------------------------------------------------------------ | ------------------------------------------------------------------------------------ | ------------------------------------------------------------------------------------ | ------------------------------------------------------------------------------------ | ------------------------------------------------------------------------------------ | ------------------------------------------------------------------------------------ | ------------------------------------------------------------------------------------ | ------------------------------------------------------------------------------------ |
| 18-7-1976                                                                            | Toronto                                                                              | Brasile olimpica                                                                     | 0 – 0                                                                                | Germania Est olimpica                                                                | Olimpiadi 1976 - 1º turno                                                            | -                                                                                    | 65’                                                                                  |
| Totale                                                                               |                                                                                      | Presenze                                                                             | 1                                                                                    |                                                                                      | Reti                                                                                 | 0                                                                                    |                                                                                      |